# 奧登頓 (馬里蘭州)
奧登頓（英語：Odenton）是位於美國馬里蘭州安妮阿倫德爾縣的一個普查規定居民點。

## 人口
根據2020年美國人口普查的數據，奧登頓的面積為38.24平方千米，當中陸地面積為38.24平方千米，而水域面積為0.00平方千米。當地共有人口42947人，而人口密度為每平方千米1,123.09人。